# Гробінська парафія

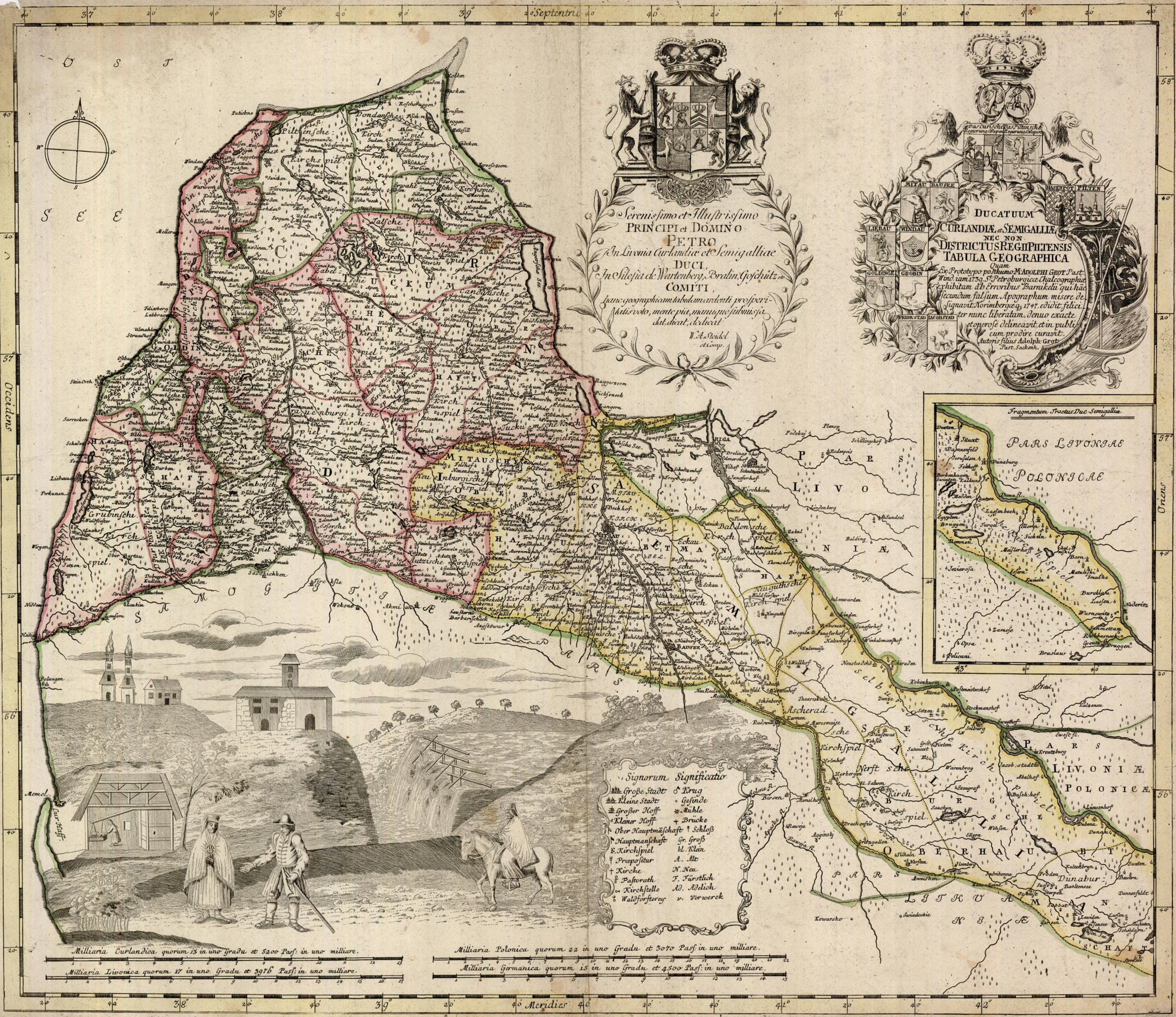
Адміністративний поділ герцогства в 1770 р.

Гро́бінська пара́фія (нім. Grobinsche Kirchspiel) — адміністративна одиниця парафіяльного (волосного) рівня в герцогстві Курляндії та Семигалії (1650—1795), а також у Курляндському намісництві (1795—1796) та губернії (1796—1819) Російської імперії. Адміністративний центр — Гробін (сучасна Гробіня, Латвія), місце розташування крайового уряду — гауптманства. Розташовувалася на заході Курляндії, на березі Балтійського моря, на кордоні із Жемайтією. Займала територію сучасних Гробінського, Ніцького, Руцавського країв Латвії, південну частину Павілостського краю, а також північні терени Паланги в Литві. Створена герцогом Яковом Кеттлером на основі Гробінського війтівства Лівонського ордену. Входила до складу Гробінського гауптманства, Гольдінгенського обер-гауптманства. Через 24 роки після російської окупації увійшла до Гробінського повіту Курлянської губернії. Також — Гру́бінська пара́фія (нім. Grubinsche Kirchspiel).

## Назва
- Гро́бінська пара́фія (нім. Grobinsche Kirchspiel, лат. districtus Grobinensis, латис. Grobiņas draudzes novads)
- Гру́бінська пара́фія (нім. Grubinsche Kirchspiel) — назва на карті герцогства 1770 року[1].

## Географія
- Балтійське море
- Лібавське озеро (нім. Liebausche See; Лієпайське озеро)
- Паппенське озеро (нім. Pappen See; Папес)
- Річки: Паурупе

## Історія

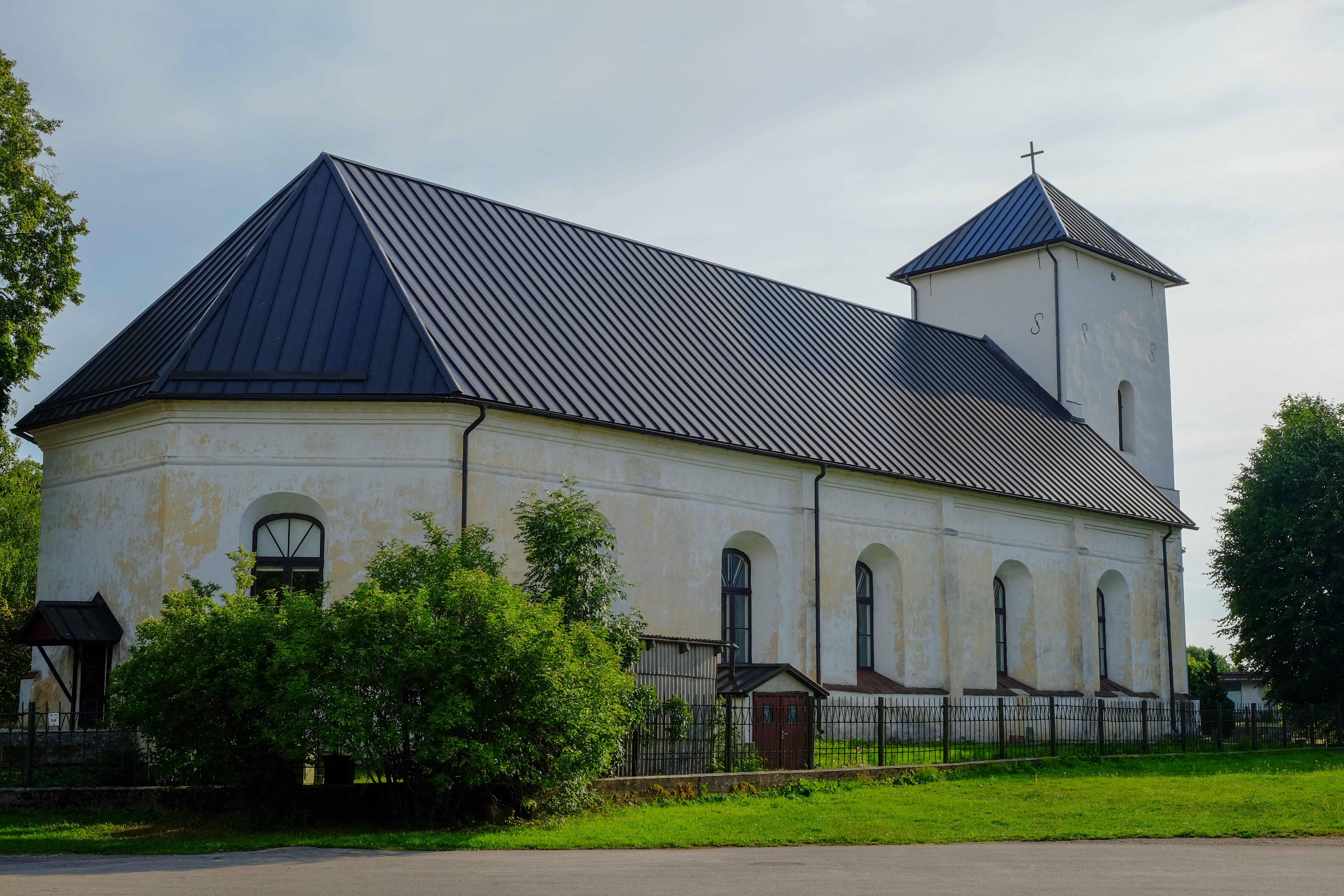
Гробінська лютеранська церква

- 1530 року Гробінське війтівство Лівонського ордену увійшло до складу Прусського герцогства.
- 1650 року курляндсько-семигальський герцог Яків Кеттлер викупив Гробін із війтівством у Пруссії, які перетворив на Гробінську парафію.
- 1659 року шведські війська окупували Гробінську парафію в ході польсько-шведської війни. Нападники спалили місто й парафіяльну церкву.
- 1660 року шведи звільнили окуповані території й повернули їх герцогу Якову, який після того оселився в Гробінському замку.
- 1664 року відновлено Гробінську лютеранську церкву.
- 28 березня 1795 року Російська імперія анексувала герцогство Курляндії та Семигалії за підсумками поділу Речі Посполитої. Гробнінська парафія увійшла до складу Курляндського намісництва Росії.
- 31 грудня 1796  року Гробнінська парафія увійшла до складу новоутвореної Курляндської губернії Російської імперії.
- 1819 року Гробнінська парафія і Гробнінське гаупманство перетворені на Гробнінський повіт Курляндської губернії.

## Населені пункти
- Вірген (нім. Wirgen; Вірга[lv])

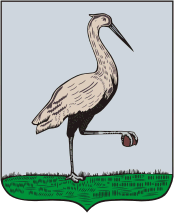
Герб Гробіна і парафії

- Гробін (нім. Grobin; Гробіня) — мале місто, адміністративний центр парафії і гауптманства[1].
- Лібава (нім. Libau; Лієпая) — велике портове місто на Балтійському узбережжі[1].
- Нідден (нім. Nidden; Ніда) — село на Балтійському узбережжі, на південному заході парафії[1].
- Паппен (нім. Pappen; Папе) — село північно-східному березі Паппенського озера, на південному заході парафії[1].
- Руцава (нім. Rutzau; Руцава) — село на річці Паурупе, на півдні парафії[1].
- Саррекен (нім. Sarrecken; Сарайки) — село на Балтійському узбережжі, на крайньому півночі парафії[1].
- Шеден (нім. Scheden; Шкеде) — село на Балтійському узбережжі, на півночі парафії.

### Монографії
- Arbusov, Leonid. Grundriss der Geschichte Liv-, Est- und Kurlands. — Riga: Jonck und Poliewsky, 1918.